# ウィリアム・ハルゼー3世
ウィリアム・フレデリック・ハルゼー3世（William Frederick Halsey, III、1916年 - 2003年9月23日）は、アメリカ合衆国の海軍軍人。最終階級は海軍中尉。

## 生涯

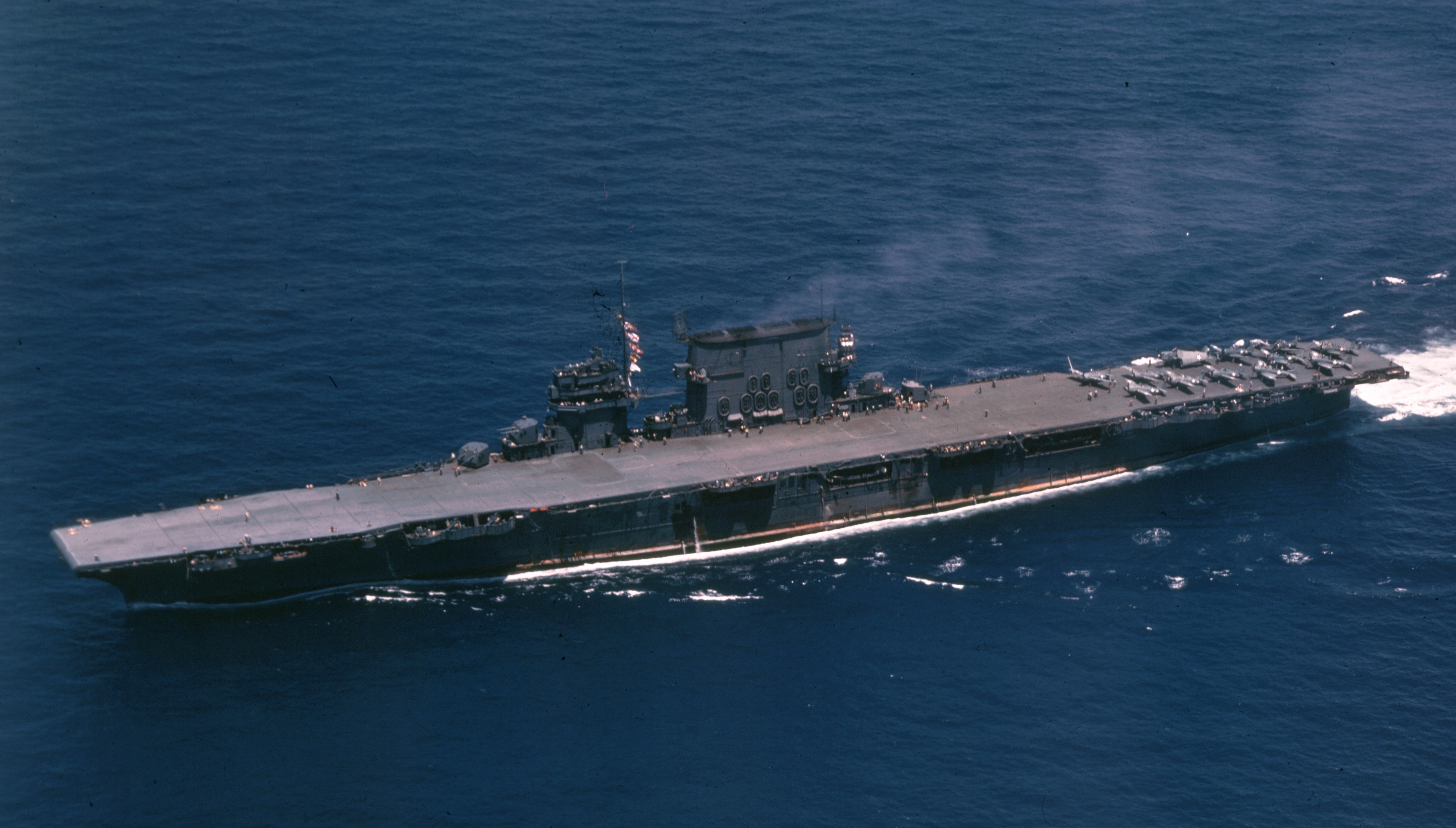
空母サラトガ。ハルゼー家2代にわたって縁のある艦であった。

1916年、父ウィリアム・ハルゼー・ジュニア（アナポリス執行部に勤務）の息子として生まれる。
父と同じくビル（Bill ）と仇名され、海軍将校の道を目指したが父親同様視力が劣っていたためアナポリスに入学することができず、プリンストン大学に進学した。大学時代にはボクシング選手として学生チャンピオンになり、学部評議会のメンバーになるなど活躍し、同級生からの信望が厚かった。1938年、大学を卒業。デュポン社とNBCで働いた後、海軍予備士官となった。
1943年には補給担当の予備中尉として空母サラトガ (CV-3)に乗り組んで父と同じ南太平洋戦線で戦い、ラバウル空襲にも参加した。ラバウル航空隊は米軍にも高く評価された日本軍精鋭の航空部隊であり、父ハルゼー・ジュニアは「息子が戦死するのではないか」と不安に思ったことを後に回想している。
1944年、28歳の時デラウェア州グリーンビルで6歳年下の妻メリー・ジェーン・セルカークと結婚。タイム誌にも「第3艦隊司令官ハルゼーの息子」として記事が掲載された。
戦後は家族で1950年にカリフォルニア州ラホーヤに移住し、当時プロボクサーを引退して実業家に転身していたジーン・タニーの下で不動産開発業に従事した。この時期ドワイト・D・アイゼンハワーと関わりを持っていた。
1962年、娘ジェーン・ハルゼーはリーヒ級ミサイル巡洋艦の8番艦ハルゼーの進水式を行った。
父ハルゼー・ジュニアと山本五十六の対決を描いた映画『The Gallant Hours』の撮影中、撮影の行われていたペンドルトン基地に父を訪ねたことがある。父ハルゼー・ジュニアを演じたジェームズ・キャグニーの演技について「第二次世界大戦中の父によく似ていて大変驚いた」とコメントしている。
2003年9月23日、ラホーヤにて87歳で死去した。